# Kārlis Šadurskis
Kārlis Šadurskis (Riga, 11 ottobre 1959) è un politico lettone europarlamentare nella VII e VIII legislatura e ministro dell'Educazione e della Scienza per due mandati.